# Марочкін Олександр Миколайович
Олександр Марочкін (каз. Александр Марочкин, нар. 14 липня 1990, Аркалик) — казахський футболіст, захисник клубу «Астана».
Виступав, зокрема, за клуби «Іле-Саулет», «Кайсар» та «Тобол» (Костанай), а також національну збірну Казахстану.
Володар Кубка Казахстану.

## Клубна кар'єра
У дорослому футболі дебютував 2012 року виступами за команду «Іле-Саулет», у якій провів один сезон, взявши участь у 42 матчах чемпіонату. Більшість часу, проведеного у складі «Іле-Саулета», був основним гравцем захисту команди.
Згодом з 2014 по 2017 рік грав у складі команд «Каспій», «Окжетпес», «Кайсар» та «Окжетпес».
Своєю грою за останню команду знову привернув увагу представників тренерського штабу клубу «Кайсар», до складу якого повернувся 2018 року. Цього разу відіграв за команду з Кизилорди наступні два сезони своєї ігрової кар'єри. Граючи у складі «Кайсара» також здебільшого виходив на поле в основному складі команди.
У 2021 році уклав контракт з клубом «Тобол» (Костанай), у складі якого провів наступні два роки своєї кар'єри гравця. Тренерським штабом нового клубу також розглядався як гравець «основи».
До складу клубу «Астана» приєднався 2023 року. Станом на 19 вересня 2024 року відіграв за команду з Астани 19 матчів в національному чемпіонаті.

## Виступи за збірну
У 2017 році дебютував в офіційних матчах у складі національної збірної Казахстану.
| Дата       | Місто       | Господарі            | Результат               | Гості             | Турнір                               | Голи | Примітки |
| ---------- | ----------- | -------------------- | ----------------------- | ----------------- | ------------------------------------ | ---- | -------- |
| 8-6-2019   | Брюссель    | Бельгія              | 4 – 0                   | Казахстан         | Відбір до ЧЄ 2020                    | -    |          |
| 6-9-2019   | Нікосія     | Кіпр                 | 1 – 1                   | Казахстан         | Відбір до ЧЄ 2020                    | -    |          |
| 9-9-2019   | Калінінград | Росія                | 1 – 0                   | Казахстан         | Відбір до ЧЄ 2020                    | -    |          |
| 10-10-2019 | Астана      | Казахстан            | 1 – 2                   | Кіпр              | Відбір до ЧЄ 2020                    | -    |          |
| 13-10-2019 | Астана      | Казахстан            | 0 – 2                   | Бельгія           | Відбір до ЧЄ 2020                    | -    |          |
| 16-11-2019 | Серравалле  | Сан-Марино           | 1 – 3                   | Казахстан         | Відбір до ЧЄ 2020                    | -    |          |
| 19-11-2019 | Глазго      | Шотландія            | 3 – 1                   | Казахстан         | Відбір до ЧЄ 2020                    | -    | 67'      |
| 4-9-2020   | Вільнюс     | Литва                | 0 – 2                   | Казахстан         | Ліга націй УЄФА 2020-2021 - 1-й етап | -    |          |
| 7-9-2020   | Алмати      | Казахстан            | 1 – 2                   | Білорусь          | Ліга націй УЄФА 2020-2021 - 1-й етап | -    |          |
| 11-10-2020 | Алмати      | Казахстан            | 0 – 0                   | Албанія           | Ліга націй УЄФА 2020-2021 - 1-й етап | -    | 46'      |
| 11-11-2020 | Подгориця   | Чорногорія           | 0 – 0                   | Казахстан         | товариський матч                     | -    | 74'      |
| 15-11-2020 | Тирана      | Албанія              | 3 – 1                   | Казахстан         | Ліга націй УЄФА 2020-2021 - 1-й етап | -    |          |
| 18-11-2020 | Алмати      | Казахстан            | 1 – 2                   | Литва             | Ліга націй УЄФА 2020-2021 - 1-й етап | -    |          |
| 31-3-2021  | Київ        | Україна              | 1 – 1                   | Казахстан         | Відбір до ЧС 2022                    | -    |          |
| 4-6-2021   | Скоп'є      | Північна Македонія   | 4 – 0                   | Казахстан         | товариський матч                     | -    |          |
| 1-9-2021   | Астана      | Казахстан            | 2 – 2                   | Україна           | Відбір до ЧС 2022                    | -    |          |
| 4-9-2021   | Гельсінкі   | Фінляндія            | 1 – 0                   | Казахстан         | Відбір до ЧС 2022                    | -    |          |
| 7-9-2021   | Зениця      | Боснія і Герцеговина | 2 – 2                   | Казахстан         | Відбір до ЧС 2022                    | -    | 71'      |
| 13-11-2021 | Париж       | Франція              | 8 – 0                   | Казахстан         | Відбір до ЧС 2022                    | -    |          |
| 16-11-2021 | Астана      | Казахстан            | 1 – 0                   | Таджикистан       | товариський матч                     | -    | 90'      |
| 24-3-2022  | Кишинів     | Молдова              | 1 – 2                   | Казахстан         | Ліга націй УЄФА 2020-2021 - Play-out | -    |          |
| 29-3-2022  | Астана      | Казахстан            | 0 – 1 д.ч. (5 – 4 п.п.) | Молдова           | Ліга націй УЄФА 2020-2021 - Play-out | -    |          |
| 3-6-2022   | Астана      | Казахстан            | 2 – 0                   | Азербайджан       | Ліга націй УЄФА 2022-2023 - 1-й етап | -    | 36'      |
| 6-6-2022   | Трнава      | Словаччина           | 0 – 1                   | Казахстан         | Ліга націй УЄФА 2022-2023 - 1-й етап | -    |          |
| 10-6-2022  | Новий Сад   | Білорусь             | 1 – 1                   | Казахстан         | Ліга націй УЄФА 2022-2023 - 1-й етап | -    |          |
| 13-6-2022  | Астана      | Казахстан            | 2 – 1                   | Словаччина        | Ліга націй УЄФА 2022-2023 - 1-й етап | -    |          |
| 22-9-2022  | Астана      | Казахстан            | 2 – 1                   | Білорусь          | Ліга націй УЄФА 2022-2023 - 1-й етап | -    |          |
| 25-9-2022  | Баку        | Азербайджан          | 3 – 0                   | Казахстан         | Ліга націй УЄФА 2022-2023 - 1-й етап | -    |          |
| 16-11-2022 | Ташкент     | Узбекистан           | 2 – 0                   | Казахстан         | товариський матч                     | -    |          |
| 19-11-2022 | Абу-Дабі    | ОАЕ                  | 2 – 1                   | Казахстан         | товариський матч                     | -    | 79'      |
| 23-3-2023  | Астана      | Казахстан            | 1 – 2                   | Словенія          | Відбір до ЧЄ 2024                    | -    |          |
| 26-3-2023  | Астана      | Казахстан            | 3 – 2                   | Данія             | Відбір до ЧЄ 2024                    | -    |          |
| 16-6-2023  | Парма       | Сан-Марино           | 0 – 3                   | Казахстан         | Відбір до ЧЄ 2024                    | -    |          |
| 19-6-2023  | Белфаст     | Північна Ірландія    | 0 – 1                   | Казахстан         | Відбір до ЧЄ 2024                    | -    |          |
| 7-9-2023   | Астана      | Казахстан            | 0 – 1                   | Фінляндія         | Відбір до ЧЄ 2024                    | -    |          |
| 10-9-2023  | Астана      | Казахстан            | 1 – 0                   | Північна Ірландія | Відбір до ЧЄ 2024                    | -    |          |
| 14-10-2023 | Копенгаген  | Данія                | 3 – 1                   | Казахстан         | Відбір до ЧЄ 2024                    | -    |          |
| 17-10-2023 | Гельсінкі   | Фінляндія            | 1 – 2                   | Казахстан         | Відбір до ЧЄ 2024                    | -    | 27'      |
| 17-11-2023 | Астана      | Казахстан            | 3 – 1                   | Сан-Марино        | Відбір до ЧЄ 2024                    | -    |          |
| 20-11-2023 | Любляна     | Словенія             | 2 – 1                   | Казахстан         | Відбір до ЧЄ 2024                    | -    |          |
| 21-3-2024  | Афіни       | Греція               | 5 – 0                   | Казахстан         | Відбір до ЧЄ 2024                    | -    |          |
| 26-3-2024  | Люксембург  | Люксембург           | 2 – 1                   | Казахстан         | товариський матч                     | -    |          |
| 7-6-2024   | Єреван      | Вірменія             | 2 – 1                   | Казахстан         | товариський матч                     | -    | [ 2 ]    |
| 11-6-2024  | Сомбатгей   | Азербайджан          | 3 – 2                   | Казахстан         | товариський матч                     | -    |          |
| 6-9-2024   | Алмати      | Казахстан            | 0 – 0                   | Норвегія          | Ліга націй УЄФА 2024-2025 - 1-й етап | -    |          |
| 9-9-2024   | Любляна     | Словенія             | 3 – 0                   | Казахстан         | Ліга націй УЄФА 2024-2025 - 1-й етап | -    |          |
| Усього     |             | Матчів               | 46                      |                   | Голів                                | 0    |          |

## Титули і досягнення
- Володар Кубка Казахстану (1):

«Кайсар»: 2019
- Чемпіон Казахстану (1):

«Тобол»: 2021
- Володар Суперкубка Казахстану (2):

«Тобол»: 2021, 2022
- Володар Кубка казахської ліги (1):

«Астана»: 2024